# Stazione meteorologica di Cervia Pisignano

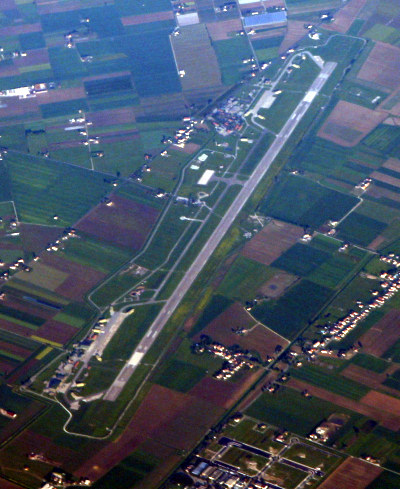
Veduta panoramica dell'area di ubicazione della stazione meteorologica

La stazione meteorologica di Cervia Pisignano è la stazione meteorologica di riferimento per il servizio meteorologico dell'Aeronautica Militare e per l'Organizzazione Mondiale della Meteorologia, relativa alla località di Cervia.

## Coordinate geografiche
La stazione meteo si trova nell'Italia nord-orientale, in Emilia-Romagna, nel comune di Cervia, a 10 metri s.l.m. e alle coordinate geografiche 44°13′23.72″N 12°18′20.94″E.

## Medie climatiche ufficiali

### Dati climatologici 1971-2000
In base alle medie climatiche del periodo 1971-2000, le più recenti in uso, la temperatura media del mese più freddo gennaio, è di +3,5 °C, mentre quella del mese più caldo, agosto, è di +22,9 °C; mediamente si contano 29 giorni di gelo all'anno e 30 giorni con temperatura massima uguale o superiore ai +30 °C. I valori estremi di temperatura registrati nel medesimo trentennio sono i −15,4 °C del gennaio 1985 e i +39,7 °C del luglio 1983.
Le precipitazioni medie annue si attestano a 658 mm, mediamente distribuite in 77 giorni di pioggia, con minimo relativo in inverno e picco massimo in autunno.
L'umidità relativa media annua fa registrare il valore di 78,2% con minimo di 72% a luglio e massimo di 86% a dicembre; mediamente si contano 62 giorni di foschia all'anno.
Di seguito è riportata la tabella con le medie climatiche e i valori massimi e minimi assoluti registrati nel trantennio 1971-2000 e pubblicati nell'Atlante Climatico d'Italia del Servizio Meteorologico dell'Aeronautica Militare relativo al medesimo trentennio.
| Cervia Pisignano (1971-2000)    | Mesi         | Mesi         | Mesi        | Mesi        | Mesi        | Mesi        | Mesi        | Mesi        | Mesi        | Mesi        | Mesi        | Mesi         | Stagioni | Stagioni | Stagioni | Stagioni | Anno  |
| Cervia Pisignano (1971-2000)    | Gen          | Feb          | Mar         | Apr         | Mag         | Giu         | Lug         | Ago         | Set         | Ott         | Nov         | Dic          | Inv      | Pri      | Est      | Aut      | Anno  |
| ------------------------------- | ------------ | ------------ | ----------- | ----------- | ----------- | ----------- | ----------- | ----------- | ----------- | ----------- | ----------- | ------------ | -------- | -------- | -------- | -------- | ----- |
| T. max. media (°C)              | 6,9          | 9,5          | 13,7        | 17,2        | 22,4        | 26,4        | 28,9        | 28,9        | 24,8        | 19,1        | 12,0        | 7,7          | 8,0      | 17,8     | 28,1     | 18,6     | 18,1  |
| T. min. media (°C)              | −0,4         | 0,4          | 3,0         | 6,2         | 10,4        | 14,0        | 16,6        | 16,8        | 13,6        | 9,6         | 4,3         | 0,7          | 0,2      | 6,5      | 15,8     | 9,2      | 7,9   |
| T. max. assoluta (°C)           | 20,4 (1979)  | 20,8 (1990)  | 27,3 (1997) | 28,2 (2000) | 31,8 (1999) | 36,7 (1982) | 39,0 (1983) | 38,4 (1999) | 33,4 (1994) | 29,3 (1975) | 24,3 (1996) | 23,5 (1989)  | 23,5     | 31,8     | 39,0     | 33,4     | 39,0  |
| T. min. assoluta (°C)           | −16,5 (1985) | −14,2 (1991) | −8,0 (1987) | −2,5 (1997) | 1,4 (1976)  | 6,6 (1986)  | 8,9 (1984)  | 8,8 (1995)  | 4,7 (1977)  | −0,2 (1971) | −5,0 (1983) | −11,5 (1996) | −16,5    | −8,0     | 6,6      | −5,0     | −16,5 |
| Giorni di calura (Tmax ≥ 30 °C) | 0            | 0            | 0           | 0           | 0           | 4           | 11          | 12          | 2           | 0           | 0           | 0            | 0        | 0        | 27       | 2        | 29    |
| Giorni di gelo (Tmin ≤ 0 °C)    | 17           | 13           | 6           | 0           | 0           | 0           | 0           | 0           | 0           | 0           | 4           | 13           | 43       | 6        | 0        | 4        | 53    |
| Precipitazioni (mm)             | 34,6         | 44,9         | 48,3        | 57,8        | 42,6        | 50,7        | 56,6        | 50,6        | 81,7        | 64,1        | 75,0        | 51,1         | 130,6    | 148,7    | 157,9    | 220,8    | 658,0 |
| Giorni di pioggia               | 5            | 6            | 7           | 8           | 7           | 6           | 4           | 5           | 7           | 7           | 8           | 7            | 18       | 22       | 15       | 22       | 77    |
| Giorni di nebbia                | 13           | 11           | 6           | 2           | 2           | 1           | 0           | 0           | 1           | 6           | 10          | 10           | 34       | 10       | 1        | 17       | 62    |
| Umidità relativa media (%)      | 85           | 80           | 76          | 76          | 75          | 73          | 72          | 73          | 76          | 81          | 85          | 86           | 83,7     | 75,7     | 72,7     | 80,7     | 78,2  |

### Dati climatologici 1961-1990
In base alla media trentennale di riferimento 1961-1990, ancora in uso per l'Organizzazione meteorologica mondiale e definita Climate Normal (CLINO), la temperatura media del mese più freddo, gennaio, si attesta a +2,9 °C; quella del mese più caldo, luglio, è di +22,5 °C; si contano, mediamente, 58 giorni di gelo all'anno.
La nuvolosità media annua si attesta a 4,2 okta, con minimo di 2,6 okta a luglio e massimo di 5,6 okta a gennaio.
Le precipitazioni medie annue, inferiori ai 700 mm e distribuite mediamente in 78 giorni, presentano un minimo relativo in inverno e in tarda primavera e un picco moderato tra l'estate e l'autunno, in un contesto di una distribuzione quantitativa annuale piuttosto regolare.
L'umidità relativa media annua fa registrare il valore di 77,7 % con minimo di 72 % a luglio e massimi di 85 % a dicembre e a gennaio.
| Cervia Pisignano (1961-1990) | Mesi | Mesi | Mesi | Mesi | Mesi | Mesi | Mesi | Mesi | Mesi | Mesi | Mesi | Mesi | Stagioni | Stagioni | Stagioni | Stagioni | Anno  |
| Cervia Pisignano (1961-1990) | Gen  | Feb  | Mar  | Apr  | Mag  | Giu  | Lug  | Ago  | Set  | Ott  | Nov  | Dic  | Inv      | Pri      | Est      | Aut      | Anno  |
| ---------------------------- | ---- | ---- | ---- | ---- | ---- | ---- | ---- | ---- | ---- | ---- | ---- | ---- | -------- | -------- | -------- | -------- | ----- |
| T. max. media (°C)           | 6,4  | 9,0  | 13,1 | 16,8 | 22,0 | 26,0 | 28,5 | 27,9 | 24,6 | 19,1 | 11,9 | 7,3  | 7,6      | 17,3     | 27,5     | 18,5     | 17,7  |
| T. min. media (°C)           | −0,6 | 0,7  | 3,1  | 6,1  | 10,3 | 13,7 | 16,4 | 16,4 | 13,6 | 9,4  | 4,1  | 0,4  | 0,2      | 6,5      | 15,5     | 9,0      | 7,8   |
| Giorni di gelo (Tmin ≤ 0 °C) | 18   | 12   | 7    | 1    | 0    | 0    | 0    | 0    | 0    | 0    | 5    | 15   | 45       | 8        | 0        | 5        | 58    |
| Nuvolosità (okta al giorno)  | 5,6  | 4,9  | 4,7  | 4,6  | 4,3  | 3,7  | 2,6  | 2,8  | 3,3  | 4,0  | 5,0  | 5,3  | 5,3      | 4,5      | 3,0      | 4,1      | 4,2   |
| Precipitazioni (mm)          | 44,4 | 49,2 | 57,3 | 53,9 | 45,0 | 46,5 | 71,3 | 59,7 | 72,0 | 55,4 | 77,3 | 55,2 | 148,8    | 156,2    | 177,5    | 204,7    | 687,2 |
| Giorni di pioggia            | 6    | 7    | 8    | 8    | 7    | 6    | 4    | 6    | 6    | 6    | 7    | 7    | 20       | 23       | 16       | 19       | 78    |
| Umidità relativa media (%)   | 85   | 80   | 76   | 75   | 75   | 73   | 72   | 73   | 75   | 79   | 84   | 85   | 83,3     | 75,3     | 72,7     | 79,3     | 77,7  |

## Valori estremi

### Temperature estreme mensili dal 1968 ad oggi
Nella tabella sottostante sono riportati i valori delle temperature estreme mensili dal 1968 ad oggi, con il relativo anno in cui sono state registrate. Nel periodo esaminato, la temperatura minima assoluta ha toccato i −16,5 °C nel gennaio 1985, mentre la massima assoluta di +39,2 °C è dell'agosto 2003.
| Cervia Pisignano (1968-2023) | Mesi         | Mesi         | Mesi        | Mesi        | Mesi        | Mesi        | Mesi        | Mesi        | Mesi        | Mesi        | Mesi        | Mesi         | Stagioni | Stagioni | Stagioni | Stagioni | Anno  |
| Cervia Pisignano (1968-2023) | Gen          | Feb          | Mar         | Apr         | Mag         | Giu         | Lug         | Ago         | Set         | Ott         | Nov         | Dic          | Inv      | Pri      | Est      | Aut      | Anno  |
| ---------------------------- | ------------ | ------------ | ----------- | ----------- | ----------- | ----------- | ----------- | ----------- | ----------- | ----------- | ----------- | ------------ | -------- | -------- | -------- | -------- | ----- |
| T. max. assoluta (°C)        | 20,4 (1979)  | 20,8 (1990)  | 27,3 (1997) | 30,0 (2011) | 33,0 (2009) | 36,7 (1982) | 39,0 (1983) | 39,2 (2003) | 34,9 (2015) | 31,6 (2023) | 26,9 (2002) | 23,5 (1989)  | 23,5     | 33,0     | 39,2     | 34,9     | 39,2  |
| T. min. assoluta (°C)        | −16,5 (1985) | −14,2 (1991) | −8,0 (1987) | −2,6 (1970) | −2,0 (1970) | 6,6 (1986)  | 8,7 (1968)  | 8,8 (1995)  | 4,7 (1977)  | −0,2 (1971) | −5,0 (1983) | −11,5 (1996) | −16,5    | −8,0     | 6,6      | −5,0     | −16,5 |